# 立石春洋堂
株式会社 立石春洋堂（たていししゅんようどう）は、大阪府東大阪市に本社を置く日本の化学用品メーカー。主に殺虫剤や日用品の製造・販売を行っている。ブランド名は『ヘキサチン』。

## 沿革
- 1917年 立石耕造が大阪市東区（現：中央区）で家庭用医薬品の卸商を開業。その後、蚊取線香などの殺虫剤や農薬などの製造販売に着手し、大阪府布施市（現：東大阪市）に工場を建設。
- 1965年 電気蚊取りマット発売
- 1967年 優良法人に指定
- 1979年 使い捨てカイロ発売
- 1989年 ペット向け殺虫剤発売
- 1990年 蚊取りリキッド発売
- 1998年 ホウ酸ダンゴ発売

## 主な製品

### 殺虫剤
- ヘキサチン（殺虫粉）【防除用医薬部外品】 - 当社ブランドの基となった商品
- かとりリキッド【防除用医薬部外品】
- かとりマット【防除用医薬部外品】
- 蚊取り線香【防除用医薬部外品】
- 蚊に効くスプレー【防除用医薬部外品】
- ホウ酸ダンゴ
- コバエがとれる

他多数

### ネズミ捕り
- 強力ねずみとり

### 忌避剤
- 猫!出てってクレヨン
- モグラ!出てってクレヨン

### 虫よけ剤
- 虫よけサマー（スプレー）
- 虫よけプレート
- 虫よけリキッド

### その他
- 米びつガードユー 玉子（防虫剤）
- ホット驚く（使い捨てカイロ）
- アイスまくら
- 屠蘇